# Tipula (Pterelachisus) obnata
Tipula (Pterelachisus) obnata is een tweevleugelige uit de familie langpootmuggen (Tipulidae). De soort komt voor in het Oriëntaals gebied.